# Галлия (округ)
Округ Галлия (англ. Gallia County) располагается в штате Огайо, США. Официально образован 25 марта 1803 года. По состоянию на 2010 год, численность населения составляла 30 934 человека.

## География
По данным Бюро переписи США, общая площадь округа равняется 1 220,409 км2, из которых 1 208,314 км2 суша и 4,670 км2 или 0,990 % это водоёмы.

## Население
По данным переписи населения 2000 года в округе проживает 31 069 жителей в составе 12 060 домашних хозяйств и 8 586 семей. Плотность населения составляет 26,00 человек на км2. На территории округа насчитывается 13 498 жилых строений, при плотности застройки около 11,00-ти строений на км2. Расовый состав населения: белые — 95,26 %, афроамериканцы — 2,70 %, коренные американцы (индейцы) — 0,43 %, азиаты — 0,35 %, гавайцы — 0,00 %, представители других рас — 0,15 %, представители двух или более рас — 1,11 %. Испаноязычные составляли 0,61 % населения независимо от расы.
В составе 33,00 % из общего числа домашних хозяйств проживают дети в возрасте до 18 лет, 56,50 % домашних хозяйств представляют собой супружеские пары проживающие вместе, 11,00 % домашних хозяйств представляют собой одиноких женщин без супруга, 28,80 % домашних хозяйств не имеют отношения к семьям, 25,20 % домашних хозяйств состоят из одного человека, 10,40 % домашних хозяйств состоят из престарелых (65 лет и старше), проживающих в одиночестве. Средний размер домашнего хозяйства составляет 2,50 человека, и средний размер семьи 2,98 человека.
Возрастной состав округа: 25,00 % моложе 18 лет, 9,70 % от 18 до 24, 27,50 % от 25 до 44, 24,20 % от 45 до 64 и 24,20 % от 65 и старше. Средний возраст жителя округа 37 лет. На каждые 100 женщин приходится 95,40 мужчин. На каждые 100 женщин старше 18 лет приходится 92,10 мужчин.
Средний доход на домохозяйство в округе составлял 30 191 USD, на семью — 35 938 USD. Среднестатистический заработок мужчины был 31 783 USD против 22 829 USD для женщины. Доход на душу населения составлял 15 183 USD. Около 13,50 % семей и 18,10 % общего населения находились ниже черты бедности, в том числе — 25,20 % молодежи (тех, кому ещё не исполнилось 18 лет) и 10,00 % тех, кому было уже больше 65 лет.